# Aboisso
Aboisso är en stad i sydöstra Elfenbenskusten, belägen i regionen Sud-Comoé i distriktet Comoé. Stadens befolkning utgörs till stor del av den etniska gruppen Anyi Sanwi. Flygplatsen i Aboisso heter Aboisso flygplats.